# Павел-Баня (община)
Павел-Баня (болг. Община Павел баня) — община в Болгарии. Входит в состав Старозагорской области. Население составляет 17 874 человека (на 21.07.05 г.).

## Состав общины
В состав общины входят следующие населённые пункты:
1. Александрово
2. Асен
3. Виден
4. Габарево
5. Горно-Сахране
6. Долно-Сахране
7. Манолово
8. Осетеново
9. Павел-Баня
10. Скобелево
11. Турия
12. Тыжа
13. Тырничени